# Link’s Crossbow Training
Link’s Crossbow Training (в Японии — Link's Bowgun Training (яп. リンクのボウガントレーニング Ринку но бо:ган торэ:нингу)) — видеоигра в жанре шутер, разработанная и изданная компанией Nintendo для игровой консоли Wii. Игра является спин-оффом серии игр The Legend of Zelda и комплектовалась аксессуаром Wii Zapper.
Игра вышла в Северной Америке в ноябре 2007 года, а позднее — в Европе и Японии.

## Игровой процесс
Действие Link’s Crossbow Training разворачивается в вымышленном мире ранее вышедшей для Nintendo Wii игры The Legend of Zelda: Twilight Princess. Игрок выступает в роли протагониста игровой серии — Линка, который должен пройти ряд испытаний, заключающихся в стрельбе из арбалета по статичным и движущимся мишеням.
Игра включает в себя 9 уровней, целью каждого из которых является получение максимального количества игровых очков за ограниченное время. Исходя из заработанных очков, по окончании уровня игроку выдается медаль (от бронзовой до платиновой).
Игровые уровни разделены на три типа:
- в уровнях типа «Стрельба по целям» (англ. Target Shooting) игрок должен поражать появляющиеся на экране мишени.
- в уровнях типа «Защитник» (англ. Defender) игрок должен стрелять в появляющихся с разных направлений противников.
- в уровнях типа «Рейнжер» (англ. Ranger) игрок получает полное управление над Линком, который может перемещаться по уровню и стрелять во врагов[4].

## Критика
| Сводный рейтинг    | Сводный рейтинг   |
| Агрегатор          | Оценка            |
| ------------------ | ----------------- |
| GameRankings       | 69,26 %           |
| Metacritic         | 68 % (34 обзоров) |
| Иноязычные издания |                   |
| Издание            | Оценка            |
| AllGame            | [ 7 ]             |
| Eurogamer          | 5,0/10,0          |
| GameSpy            | 4,0/5,0           |
| IGN                | 7,0/10            |
| Nintendo Power     | 6,5/10            |

Игра получила смешанные отзывы критиков. Издание Nintendo Power назвало игру раскрывающей потенциал светового пистолета, но негативно оценила малую продолжительность (менее часа) и малое разнообразие игры.
Сайт IGN также указал, что игра чересчур коротка. Кроме того, журналисты указали, что прицеливание с использованием Wii Zapper делает игру слишком сложной